# Липовка Віктор Романович
Віктор Романович Липовка (13 січня 1956, Київ) — український скульптор, Народний художник України.

## Біографія
Народився 1956 року в с.Жадове, Семенівського району, Чернігівської області.
У 1968—1974 роках навчався в Республіканській художній середній школі на відділенні скульптури.
У 1974—1980 роках був студентом Київського державного художнього Інституту на факультеті скульптури. Його викладачами були такі метри української скульптури як І. В. Макогон, В. А. Чепелик, В. В. Сухенко, В. В. Швецов, В. З. Бородай.
З 1978 року починає брати активну участь в Республіканських художніх та Всесоюзних виставках.
У 1981—1985 роках був аспірантом творчих майстерень Академії мистецтв СРСР.
У 1983 році вступає до Національної спілки художників України.
З 1983 року бере участь у міжнародних художніх виставках, симпозіумах, акціях, конкурсах, аукціонах та салонах.
У 2000 році створює кубок-відзнаку для конкурсу «Бренд року України».

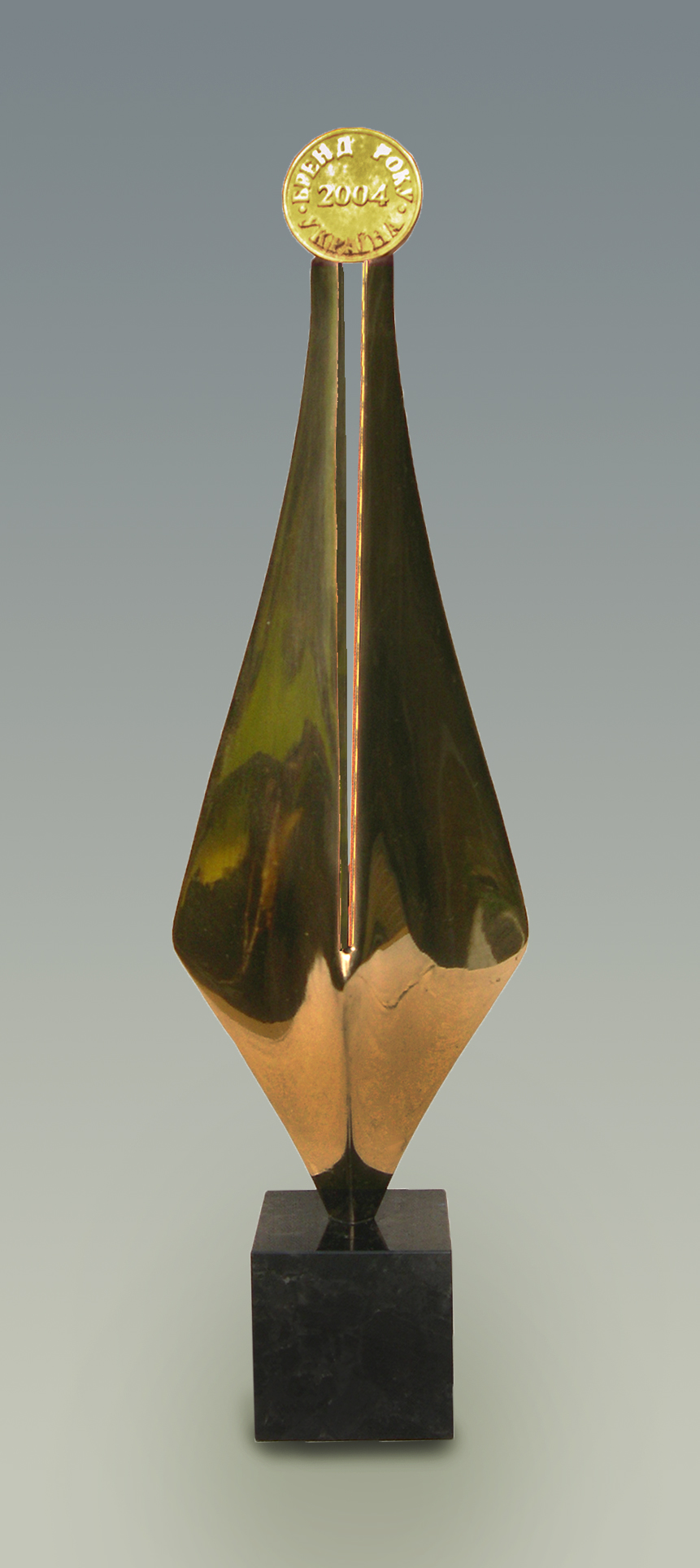
Кубок-відзнака Бренд року України, 2004 рік

Є автором понад 15 монументальних пам'ятників та садово-паркових композицій. Роботи Віктора Липовки знаходяться у 26 музеях світу, а також у приватних колекціях в Україні, Швеції, Росії, Франції, США, Швейцарії, ОАЄ.
Працює в галузі станкової та монументальної скульптури. Віддає перевагу таким скульптурним матеріалам, як бронза, граніт, мармур та дерево.

## Пам'ятники
У 1984 році створив монумент з міді та граніту «Перемога» в с.Сираї Козелецького району Чернігівської області.
У 1985 році виконав монумент з міді та граніту «Мир» в Городянському районі Чернігівської області.
У 1989 році в співавторстві зі своєю дружиною, Заслуженою художницею України, Олександрою Рубан, виконав бронзовий бюст письменника М. П. Трублаїні для Меморіального музею-бібліотеки Трублаїні в м.Вінниця.
У 1991 році створив пам'ятник з міді «Полеглим воїнам у Великій Вітчизняній війні 1941—1945 рр.» в смт Ріпки, Ріпкинського району Чернігівської області.
У 1991 році, в співавторстві з О.Рубан, виконав рельєф з гіпсу «Національні мотиви» в с. Митниця, Київської області.
У 1993 році створив монумент з мармуру «Ursprung» для м.Треллеборг, Швеція.
У 1993 році виконав монумент з бронзи «Баланс» для м.Лунд, Швеція.
У 2001 році створив пам'ятник Т. Г. Шевченку з бронзи та граніту в м.Мінськ, Білорусь.  

Пам'ятник Т. Г. Шевченку в
м. Мінськ (Білорусь), 2002 рік.

У 2008 році, в співавторстві з О.Рубан, виконав пам'ятник Лесі Українці з бронзи в м.Телаві, Грузія, офіційне відкриття якого відбулося у 2017 році. 

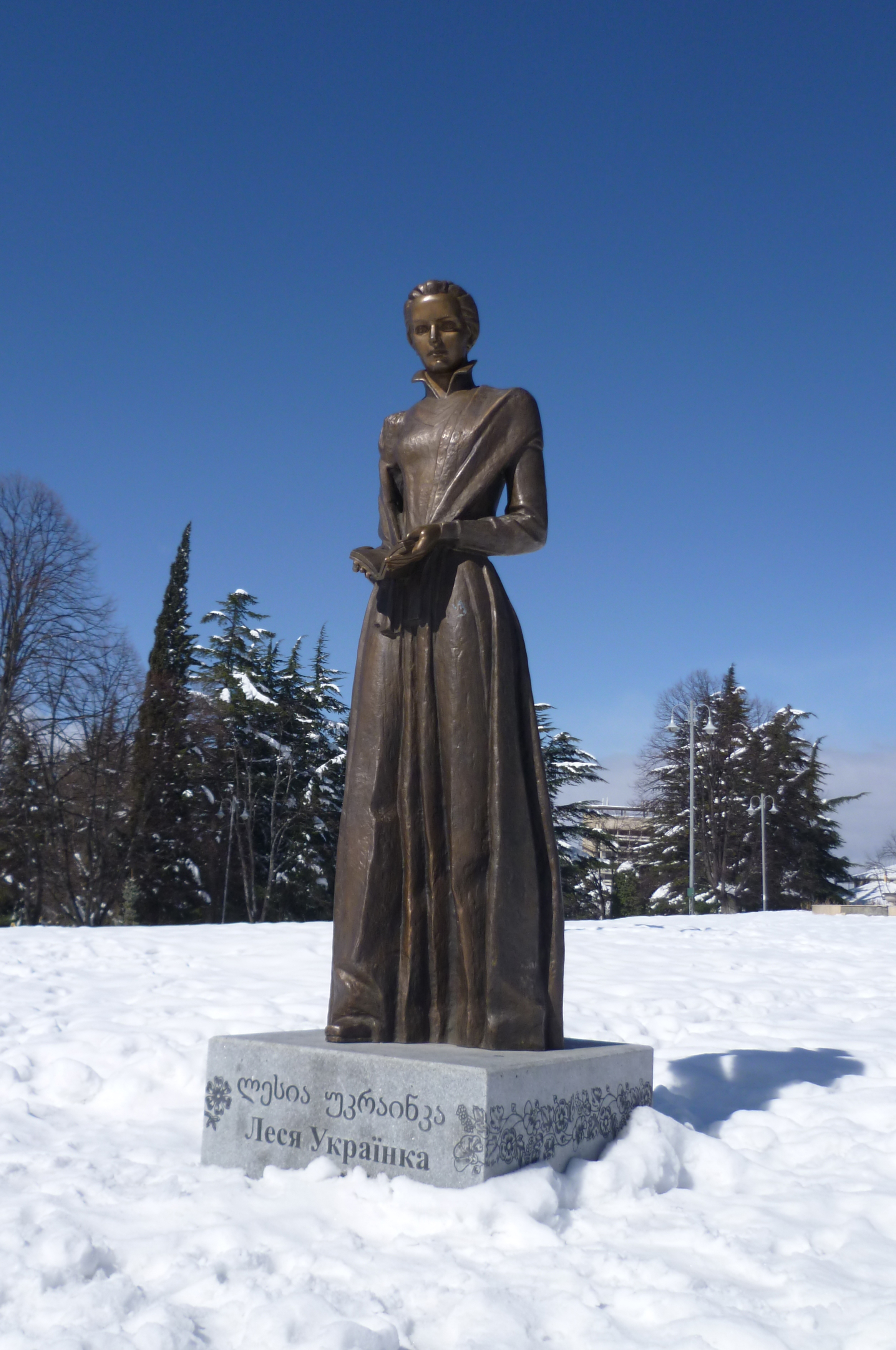
Пам'ятник Лесі Українці в м. Телаві (Грузія), 2017 рік

У 2009 році створив пам'ятник з бронзи та граніту М. В. Гоголю в смт Шишаки, Шишацького району Полтавської області.
У 2012 році виконав бронзове погруддя М. В. Гоголю в м.Шанхай, Китай.

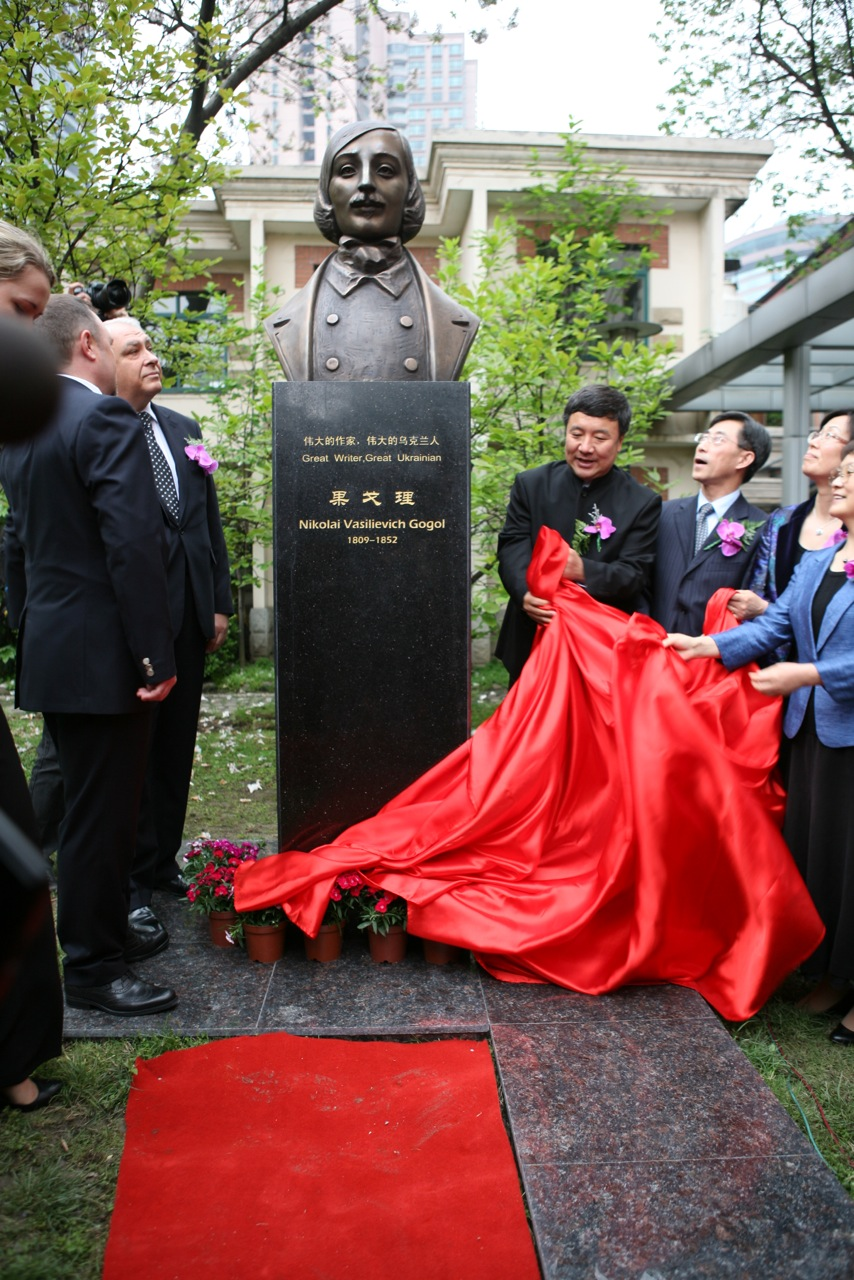
Погруддя М. В. Гоголю в
м. Шанхай (Китай), 2012 рік

У 2014 році, в співавторстві з О.Рубан, виконав пам'ятник з граніту О. О. Шалімову в м. Києві.
У 2017 році, в співавторстві з О.Рубан, виконав пам'ятник О.Телізі та її соратникам в Бабиному Яру м. Києва.

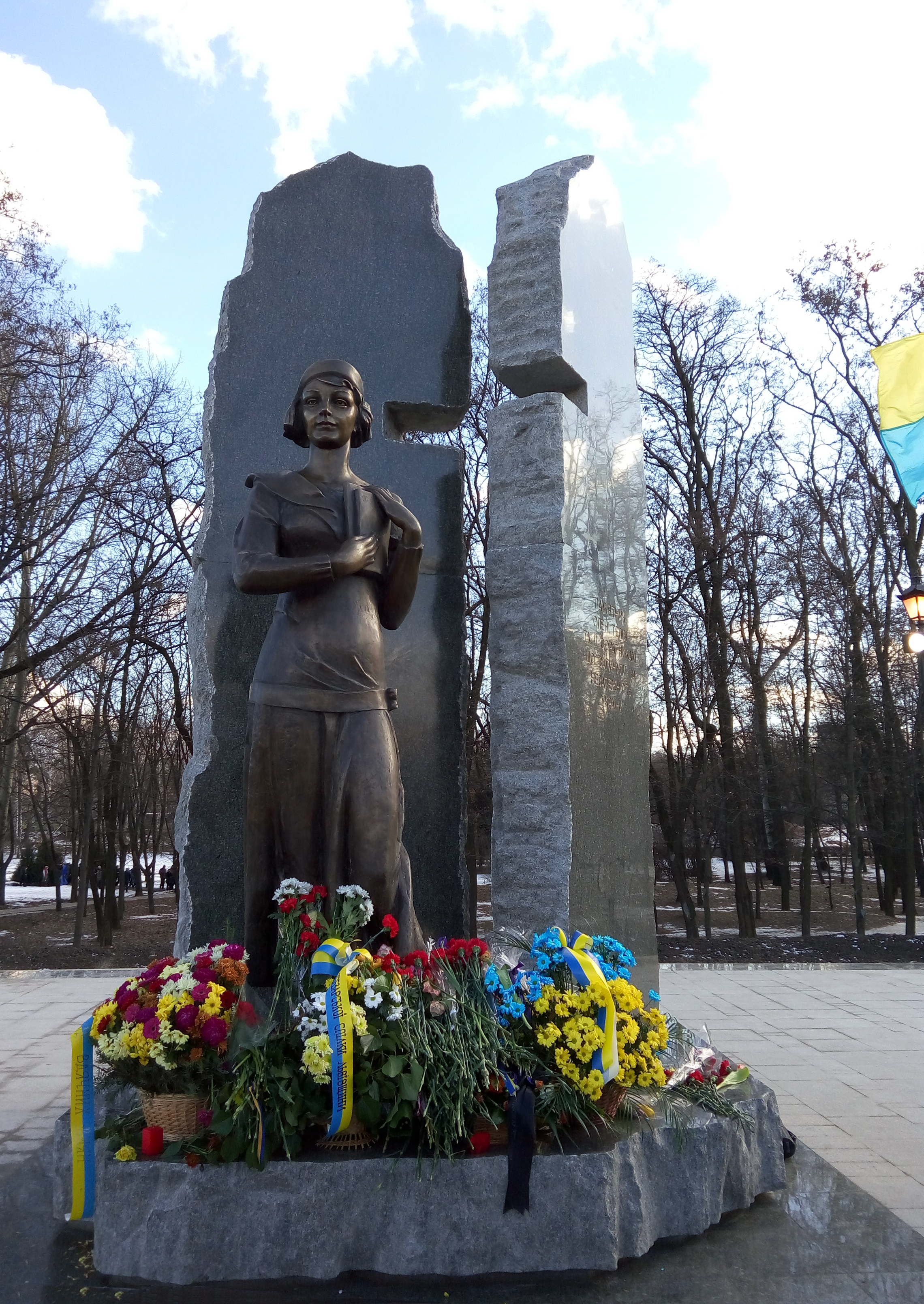
Пам'ятник Олені Телізі та її соратникам в Бабиному Яру в м. Київ, 2017 рік

У 2018 році виконав меморіальні дошки українським вченим В. І. Вернадському і М. В. Зубцю на фасад будівлі Національної академії аграрних наук України.
У 2020 році, разом з О.Рубан, виконав відновлення скульптур Юрія Рубана «Зубр» та «Леви» для оновленого входу до Київського зоопарку.

## Відзнаки
У 1985 році нагороджений почесною грамотою Академії мистецтв СРСР.
У 1999 році присвоєно звання «Заслужений художник України».
У 2005 році нагороджений дипломом Всенародного рейтингу «Бренд року 2005».
У 2017 році нагороджений медаллю «За жертовність і любов до України».
У 2017 році присвоєно звання «Народний художник України».
У 2018 році нагороджений премією Київської організації Національної спілки художників України «Митець» ім. М. В. Лисенка.

## Основні виставки
- 1983 — Перша Республіканська виставка скульптури, м. Київ.
- 1983 — Перша Всесоюзна виставка скульптури, м. Москва.
- 1984 — Групова виставка аспірантів Академії мистецтв СРСР, Німеччини, Угорщини, Чехословаччини.
- 1984 — Персональна виставка в галереї «TRUMF», м. Гайсдорф, Німеччина.
- 1988 — Групова виставка творів аспірантів академії мистецтв СРСР, м.Ерфурт, Німеччина.
- 1989 — Виставка радянського мистецтва, галерея «Robin Hutchins», м.Нью-Йорк, США.
- 1990 — Виставка в галереї «Harrington», м.Лондон, Велика Британія.
- 1991 — Групова виставка українських художників, м. Дахау, Німеччина.
- 1991 — Виставка українського мистецтва, м.Чикаго, США.
- 1991 — Виставка сучасного українського мистецтва «Beyond Borders», м.Піттсбург, США.
- 1992 — Виставка українського мистецтва, м.Версаль, Франція.
- 1992 — Аукціон українського мистецтва Дрюо, м.Париж, Франція.
- 1992 — Групова виставка українських художників, м.Мальме, Швеція.
- 1993 — Персональна виставка в галереї «Maig Davaud», м.Париж, Франція.
- 1993 — Персональна виставка в галереї «Smugehamn», м.Треллеборг, Швеція.
- 1997 — Групова художня виставка В.Липовки, О.Рубан та М.Шемякіна, галерея «Тадзіо», м.Київ.
- 1998 — Художня виставка в музеї сучасного українського мистецтва, м.Чикаго, США.
- 1998 — Персональна виставка «Різдвяні зустрічі», Київська Торгово-промислова палата.
- 1999 — Персональна виставка в галереї «Л-Арт», м.Київ.
- 2000 — Фестиваль Europ'Art 2000 — Міжнародний мистецький ярмарок, м.Женева, Швейцарія.
- 2002, 2003, 2004 — Міжнародний художній салон, ЦБХ, м.Москва.
- 2003 — Міжнародна конференція та виставка скульптури у Всесвітньому парку скульптури — Changchun World Sculpture Park, персональна експозиція, м.Чанчунь, Китай.
- 2003 — Виставка скульптури малих форм В.Липовки, О.Рубан, А.Липовки в посольстві України, м.Пекін, Китай.
- 2007 — Персональна виставка, галерея «Митець», м.Київ.
- 2007 — Художня виставка «Чотири покоління родини художників», Національний музей «Київська картинна галерея», м. Київ.
- 2010 — Виставка сучасного українського мистецтва, галерея «Р-12», м. Відень, Австрія.
- 2011 — Великий скульптурний салон, Мистецький Арсенал, м. Київ.
- 2016 — Kyiv Art Week, галерея «Zenko Foundation», м. Київ.
- 2018 — Виставка в павільйоні України на Sheikh Zayed Heritage Festival, м. Дубай, ОАЕ.
- 2018 — Виставка в посольстві України в ОАЕ, м. Дубай, ОАЕ.
- 2019 — Виставка в аукціонному домі «Goldens», м. Київ.